# عمر شریف (بازیکن فوتبال)
عمر شریف (انگلیسی: Omar Charef؛ زادهٔ ۱۹ فوریهٔ ۱۹۸۱) بازیکن فوتبال اهل مراکش است.
از باشگاه‌هایی که در آن بازی کرده‌است می‌توان به باشگاه فوتبال مولودیه وجده اشاره کرد.